# Sainte-Segrée
Sainte-Segrée is een gemeente in het Franse departement Somme (regio Hauts-de-France) en telt 59 inwoners (2009). De plaats maakt deel uit van het arrondissement Amiens.

## Geografie
De oppervlakte van Sainte-Segrée bedraagt 2,3 km², de bevolkingsdichtheid is dus 25,7 inwoners per km².
De onderstaande kaart toont de ligging van Sainte-Segrée met de belangrijkste infrastructuur en aangrenzende gemeenten.

## Demografie
Onderstaande figuur toont het verloop van het inwonertal (bron: INSEE-tellingen).